# Санкт-Петербурзьке товариство дослідників природи
Імператорське Санкт-Петербурзьке товариство дослідників природи і лікарів або Санкт-Петербурзьке товариство дослідників природи (Санкт-Петербургское общество естествоиспытателей) — наукове товариство, утворене при природничому відділенні фізико-математичного факультету Санкт-Петербурзького університету.
У 1992 році Товариство було перереєстровано в «Незалежну регіональну громадську організацію — Санкт-Петербурзьке товариство дослідників природи».

## Історія

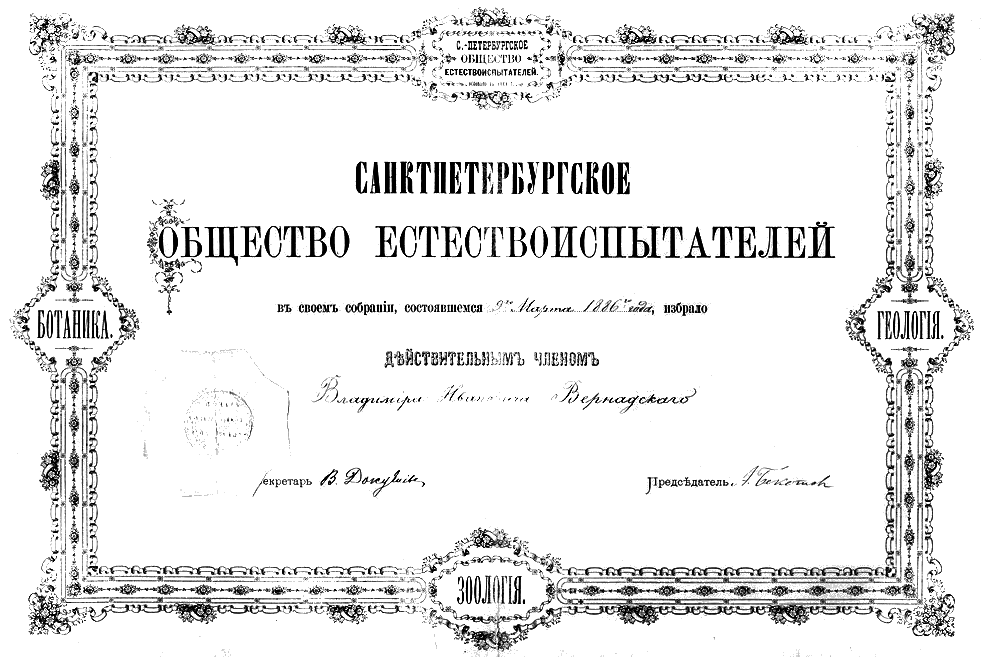
Вступ В. І. Вернадського в товариство в 1886 році

Прийнятим 1863 року, за часів імператора Олександра II, Загальним статутом імператорських російських університетів, університетам було надано право засновувати наукові товариства дозволу Міністра народної освіти.
28 грудня 1867 (9 січня 1868) року в Актовій залі Імператорського Санкт-Петербурзького університету відкрився Перший з'їзд російських природознавців. Він визнав нагальним завданням утворення наукових товариств в галузі природознавства. За пропозицією Голови з'їзду, відомого зоолога, і в період з 1867 по 1873 рік ректора університету, професора Карла Федоровича Кесслера, такі товариства слід було сформувати при всіх університетах імперії, що створило б міцну передумову для вивчення природи практично у всіх її регіонах. До пропозиції Кесслера приєдналася і ботанічна секція з'їзду. Загальні збори з'їзду порушили відповідне клопотання, підтримане Міністром народної освіти графом Д. А. Толстим. У лютому 1868 року був отриманий найвищий дозвіл імператора Олександра II на організацію таких товариств. Щорічна допомога кожному суспільству було визначено міністерством в розмірі 2500 рублів на рік.
К. Ф. Кесслер у наступному, 1868 році започаткував при Санкт-Петербурзькому університеті Імператорське Санкт-Петербурзьке товариство природознавців і лікарів, що мало три відділення: геології і мінералогії, ботаніки, зоології та фізіології, і очолював його до своєї смерті в 1881 році. Уже в 1869 році Товариство проводить експедицію на Мурманське і Біломорське узбережжя, а в 1874—1876 роках — Арало-Каспійську експедицію. У 1908—1909 роках К. М. Дерюгін, згодом президент Товариства, здійснив перше масштабне гідробіологічне дослідження Кольської затоки Баренцева моря на шхуні Товариства «Олександр Ковалевський».
Крім експедиційних досліджень Товариство створило кілька стаціонарів, в тому числі Соловецьку (1881—1899), Мурманську (1899—1929), Бородінську (1896—1917) і Степову (1914—1919) біологічні станції.